# Prestonia megagros
Prestonia megagros är en oleanderväxtart som först beskrevs av Vell., och fick sitt nu gällande namn av R. E. Woodson. Prestonia megagros ingår i släktet Prestonia och familjen oleanderväxter. Inga underarter finns listade i Catalogue of Life.